# ホンダ・HSV-010
HSV-010（エイチエスブイ-ゼロイチゼロ）は、本田技研工業がNSXの後継車種として開発していたスポーツカー。試作車のみで量産されず、発売に至らなかった。Honda Sports Velocityの頭文字を車名としている。
本項では、HSV-010をベースに開発されたレーシングカーのHSV-010 GTについても記述する。

## HSV-010
初代NSXの後継車として、アキュラブランドで2010年の発売を予定して開発されていた。当初は次期アキュラブランドの頂点（フラグシップモデル）と位置付けられていた。HSCをベースに開発されていると一部で報道されたが、2005年7月にホンダの福井威夫社長（当時）は記者会見の席上で、NSX後継車を（HSCとは関係なく）新たに開発中とした。2007年1月に米国ミシガン州デトロイトで開催された北米国際オートショーで次世代スポーツカーのデザインコンセプト「Acura Advanced Sports Car Concept」として披露、2008年6月にニュルブルクリンクで走行テストが行われた。エンジンはV型10気筒を搭載する予定で、バンク角は90°、最高出力は405kW、燃費向上および排出ガス規制適合のために片バンクを休止する気筒休止機構（VCM）を採用していた。また、後輪駆動をベースとしたSH-AWDを採用していた。
しかし、2008年12月に世界的な景気悪化に伴い開発を白紙化することが発表され開発が中止。葬儀を行った後に試作車両はスクラップに処された。2009年に後述のSUPER GT用マシンが発表された際、そのベース車両としてHSV-010と名称が発表された。

## HSV-010 GT
NSX-GTの後継車種として、2010年から2013年までSUPER GTに参戦したレーシングカーである。日本自動車連盟（JAF）より「JAF-GT500基本車両資格登録」の承認を得ており、3.4L V8、FRレイアウトとし、2009年からのSUPER GT車両レギュレーションに準拠している。
エンジンは、ホンダがフォーミュラ・ニッポン用に供給しているHR10Eをベースに、GT向けにチューニングが施されたHR10EGが搭載される。排気管は8-4-2-1集合レイアウトを採用しており、フォーミュラカー的な甲高い音を出している。
2013年仕様からは排気管レイアウトの変更により、従来の甲高い音から低めのエンジン音になった。
プロジェクトリーダーである瀧敬之介によると、HSV-010 GTはNSX-GTを超える究極のコーナリングマシンを目指したとのこと。操縦性についてレーシングドライバーのラルフ・ファーマンは、「アンダーステア、オーバーステアがゆっくりと出るので運転しやすい」と語っている。
ベース車両が市販されずに終わったマシンはGT300クラスでは複数例あるが、GT500ではHSV-010が唯一である。なお、当車のギヤボックス、クラッシャブルストラクチャー、リヤウィングなどはGT300で使われていたCR-Zにも流用されている。

### スペック
シャーシ
- 全長 - 4,675mm
- 全幅 - 2,000mm
- ホイールベース - 2,700mm
- トレッド（F/R）- 1,640mm/1,640 mm
- ホイール - チームで異なる
- タイヤ - チームで異なる
  - 前: 330/40R18
  - 後: 330/45R17
- 燃料タンク - ATL製100L
- ギアボックス - リカルド製6速シーケンシャル ザイテック製パドルシフト (EGS)
- 車両重量 - 1,100kg

エンジン
- 型式 - HR10EG
- 気筒数・角度 - V型8気筒・90°
- 弁機構 - DOHC ギア駆動 吸気2 排気2
- 排気量 - 3,397cc
- 内径×行程 - 93.0mm×62.5mm
- リストリクター - φ29.1×2
- 最高出力 - 370kW (500PS) 以上
- 最大トルク - 392N·m (40.0kgf·m) 以上
- マネージメントシステム - ホンダ・PGM-FI
- 重量 - 120kg
- 燃料 - 無鉛ハイオクガソリン（サーキットで異なる）
- 潤滑油 - チームで異なる

### 年表
- 2010年
  - 初参戦となった2010年には5台が投入され、そのうちウイダーホンダレーシング（18号車、ドライバー：小暮卓史/ロイック・デュバル）がドライバーズ／チーム両タイトルを獲得した。
  - 第1戦（鈴鹿）は18号車がポールポジションを獲得するも、決勝ではアクシデント等で100号車の3位が最高位だった。
  - 第2戦（岡山）でも18号車がポールポジションを獲得し、決勝でも終始レースをリード、ポールトゥーウィンで初優勝しファステストラップも記録した。
  - 第5戦（菅生）では17号車と18号車が決勝レース終盤で競り合い、ワンツーフィニッシュで17号車が優勝した。
  - 第6戦（鈴鹿）では8号車がGT初参戦の小林崇志がポールポジションを獲得し、決勝レースでも優勝した。
  - 第8戦（もてぎ）では18号車が2位に入賞し、ドライバーズ／チーム両タイトルを獲得した。
- 2011年
  - コーナー脱出時の安定性に加えターンインの鋭さを増すべく、GT車両ではあまり例を見ないサイドラジエータのレイアウトを採用した。
  - 第3戦（セパン）で1号車がポールポジションを獲得し、決勝でも終始レースをリード、ポールトゥーウィンで優勝。さらに第5戦（鈴鹿）では雨で不安定な天候の中、1号車が2勝目を挙げた。
  - 特別戦（富士）第2レースで100号車の伊沢拓也がHSV-010で富士初勝利した。
- 2012年
  - 11年から採用したサイドラジエータの熟成に加え、日産・GT-Rに続き2例目のエアコンシステムを導入した。
  - 第3戦（セパン）では前年に続いて18号車がポールポジションを獲得し、決勝ではライバルに迫られるもポールトゥーウィンで優勝した。しかし、HSV-010の勝利としてはこの1勝に留まった。
- 2013年
  - エアロダイナミクスの向上と低重心化や、サイド・バイ・サイドでのアクシデントによりラジエーターが破損することを防ぐために、フロントラジエーターのレイアウトに戻した。
  - 第3戦よりダウンフォース向上のため、リアウイングをスワンウイングに改良した。(第3戦は18号車、32号車、100号車が搭載、8号車と17号車は第4戦から搭載、なお、第6戦のみ従来のウイングステーに戻している。)
  - エンジンの高回転化および高出力化の対応と軽量化を図るため、エキゾーストの出口位置と数を後方1本出しから左右2本出しに変更した。（18号車のみ開幕から第3戦セパンは従来の後方1本出しを踏襲したが、第4戦菅生から左右2本出しになった。また、32号車は開幕戦は他の左右2本出しとは違い、他の車両はフロントフェンダー下部にエキゾーストを配置していたが、32号車はより後輪タイヤに近い位置に配置されていた。なお、第2戦より他のブリヂストン勢と同様のエキゾーストの出口位置とした。これは排気熱の影響を受けやすいブリヂストンタイヤ勢向けの改良である。)
  - 18号車は使用するタイヤをブリヂストンからミシュランに変更した。
  - 第1戦（岡山）では17号車と100号車が決勝レース終盤にトップを追い上げ、ワンツーフィニッシュで100号車が優勝した。
  - 第4戦（菅生）では、終盤の雨によりトップグループに襲い掛かったアクシデントの連鎖で有力マシンが続々脱落し、後方から追い上げを図った8号車が逆転優勝した。
  - 第5戦（鈴鹿）では18号車が序盤から終始レースをリードするものの、セーフティーカーの導入で一時 順位を落としたが、再びトップを奪い返し優勝した。

### 戦績
| 年   | No. | マシン                      | マシン | エントラント                        | ドライバー                                   | Rd.1 | Rd.2 | Rd.3 | Rd.4 | Rd.5 | Rd.6 | Rd.7 | Rd.8 | ポイント | ランキング |
| ---- | --- | --------------------------- | ------ | ----------------------------------- | -------------------------------------------- | ---- | ---- | ---- | ---- | ---- | ---- | ---- | ---- | -------- | ---------- |
| 2010 | 8   | ARTA HSV-010                | B      | AUTOBACS RACING TEAM AGURI          | ラルフ・ファーマン 井出有治 小林崇志（Rd.6） | Ret  | 6th  | 11th | 11th | 12th | 1st  | 中止 | 7th  | 29       | 11th       |
| 2010 | 17  | KEIHIN HSV-010              | B      | KEIHIN REAL RACING                  | 金石年弘 塚越広大                            | 7th  | 7th  | 5th  | 12th | 1st  | 4th  | 中止 | 3rd  | 53       | 3rd        |
| 2010 | 18  | ウイダー HSV-010            | B      | ウイダー ホンダ レーシング          | 小暮卓史 ロイック・デュバル                  | Ret  | 1st  | 7th  | 3rd  | 2nd  | 9th  | 中止 | 2nd  | 67       | 1st        |
| 2010 | 32  | EPSON HSV-010               | D      | NAKAJIMA RACING                     | 道上龍 中山友貴                              | 10th | 11th | 9th  | Ret  | 11th | 7th  | 中止 | 9th  | 9        | 14th       |
| 2010 | 100 | RAYBRIG HSV-010             | B      | TEAM KUNIMITSU                      | 伊沢拓也 山本尚貴                            | 3rd  | 8th  | 10th | 5th  | 8th  | 3rd  | 中止 | 6th  | 40       | 8th        |
| 2011 | 1   | ウイダー HSV-010            | B      | ウイダー ホンダ レーシング          | 小暮卓史 ロイック・デュバル                  | 7th  | 13th | 1st  | Ret  | 1st  | 4th  | 11th | 6th  | 57       | 3rd        |
| 2011 | 8   | ARTA HSV-010                | B      | AUTOBACS RACING TEAM AGURI          | 武藤英紀 小林崇志                            | 12th | 9th  | 9th  | 10th | 9th  | 14th | 12th | 13th | 7        | 15th       |
| 2011 | 17  | KEIHIN HSV-010              | B      | KEIHIN REAL RACING                  | 金石年弘 塚越広大                            | 3rd  | 8th  | 3rd  | 6th  | 12th | 3rd  | 6th  | 7th  | 50       | 4th        |
| 2011 | 32  | EPSON HSV-010               | D      | NAKAJIMA RACING                     | 道上龍 中山友貴                              | 10th | 15th | 12th | 3rd  | 13th | 12th | 8th  | 5th  | 21       | 12th       |
| 2011 | 100 | RAYBRIG HSV-010             | B      | TEAM KUNIMITSU                      | 伊沢拓也 山本尚貴                            | 2nd  | 12th | 7th  | 7th  | Ret  | 5th  | 14th | 4th  | 37       | 9th        |
| 2012 | 8   | ARTA HSV-010                | B      | AUTOBACS RACING TEAM AGURI          | ラルフ・ファーマン 小林崇志                  | 6th  | Ret  | 12th | Ret  | 7th  | 9th  | 11th | 13th | 12       | 16th       |
| 2012 | 17  | KEIHIN HSV-010              | B      | KEIHIN REAL RACING                  | 金石年弘 塚越広大                            | 3rd  | 6th  | 7th  | 9th  | 10th | 5th  | 14th | Ret  | 30       | 12th       |
| 2012 | 18  | ウイダー HSV-010            | B      | ウイダー ホンダ レーシング          | 小暮卓史 カルロ・ヴァン・ダム                | 7th  | 9th  | 1st  | 7th  | 8th  | Ret  | 9th  | 7th  | 40       | 6th        |
| 2012 | 32  | EPSON HSV-010               | D      | NAKAJIMA RACING                     | 道上龍 中山友貴                              | Ret  | 11th | 11th | 11th | Ret  | 14th | 2nd  | 3rd  | 26       | 14th       |
| 2012 | 100 | RAYBRIG HSV-010             | B      | TEAM KUNIMITSU                      | 伊沢拓也 山本尚貴                            | 2nd  | 2nd  | 6th  | 8th  | 11th | 12th | 8th  | 9th  | 43       | 5th        |
| 2013 | 8   | ARTA HSV-010                | B      | AUTOBACS RACING TEAM AGURI          | ラルフ・ファーマン 松浦孝亮                  | 9th  | 8th  | 8th  | 1st  | 12th | 8th  | 14th | 15th | 31       | 11th       |
| 2013 | 17  | KEIHIN HSV-010              | B      | KEIHIN REAL RACING                  | 塚越広大 金石年弘                            | 2nd  | Ret  | 5th  | Ret  | 7th  | 2nd  | 3rd  | 2nd  | 67       | 2nd        |
| 2013 | 18  | ウイダー モデューロ HSV-010 | M      | ウイダー モデューロ 童夢 レーシング | 山本尚貴 フレデリック・マコヴィッキィ        | 5th  | 10th | 4th  | 13th | 1st  | 5th  | 5th  | 7th  | 56       | 4th        |
| 2013 | 32  | EPSON HSV-010               | D      | NAKAJIMA RACING                     | 道上龍 中嶋大祐                              | 11th | 13th | 12th | 8th  | 13th | Ret  | 10th | 11th | 4        | 15th       |
| 2013 | 100 | RAYBRIG HSV-010             | B      | TEAM KUNIMITSU                      | 伊沢拓也 小暮卓史                            | 1st  | 7th  | 3rd  | 12th | 10th | Ret  | 12th | 12th | 37       | 7th        |

- 太字はポールポジション、斜字はファステストラップ。(key)

タイヤ= B
：ブリヂストン／D
：ダンロップ／M
：ミシュラン

### 保存状況
モビリティリゾートもてぎ併設のホンダコレクションホールにて、2010年型の18号車（ウィダー）、2013年型の100号車（RAYBRIG）が収蔵されており、不定期に展示されている。

### ギャラリー

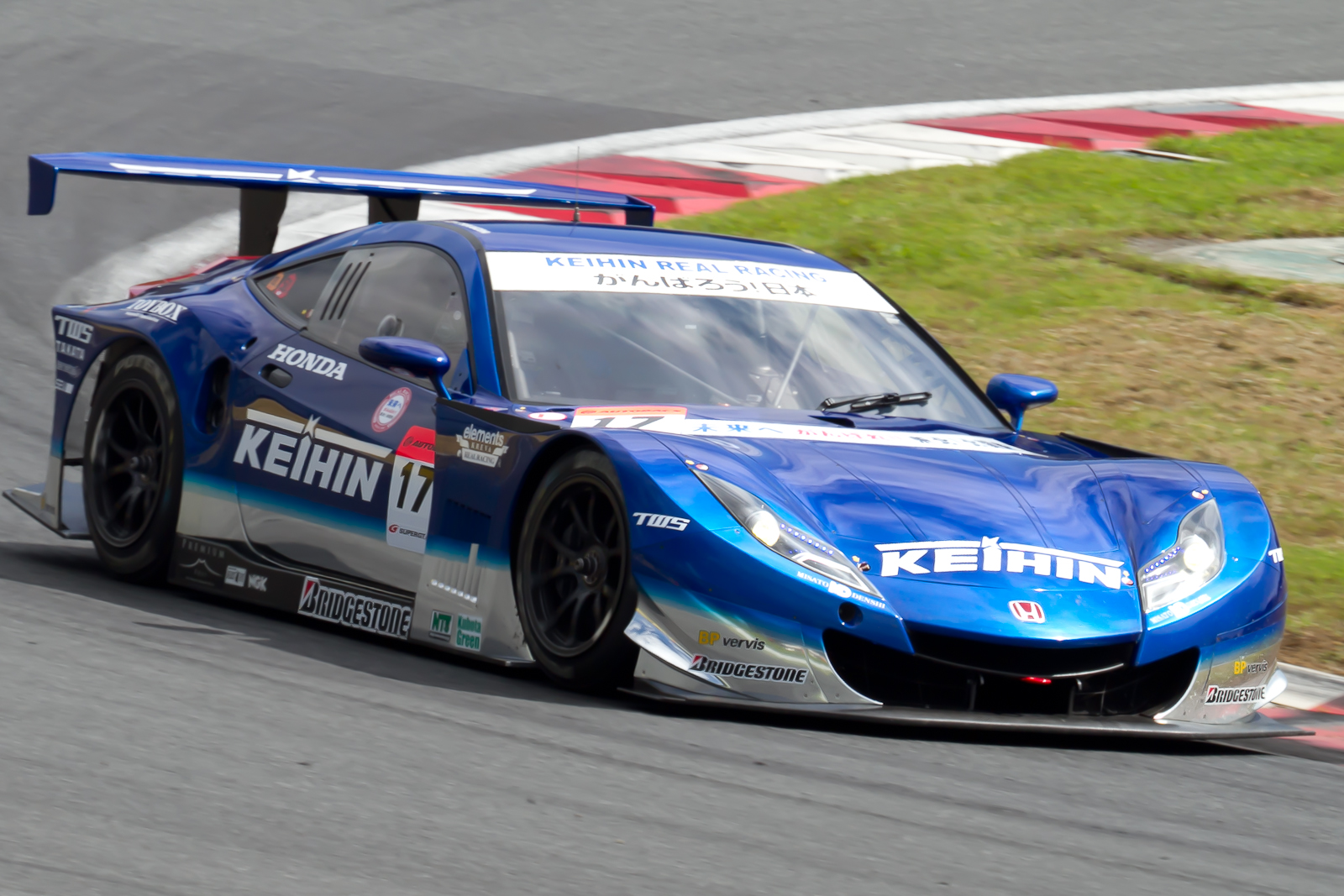
KEIHIN HSV-010
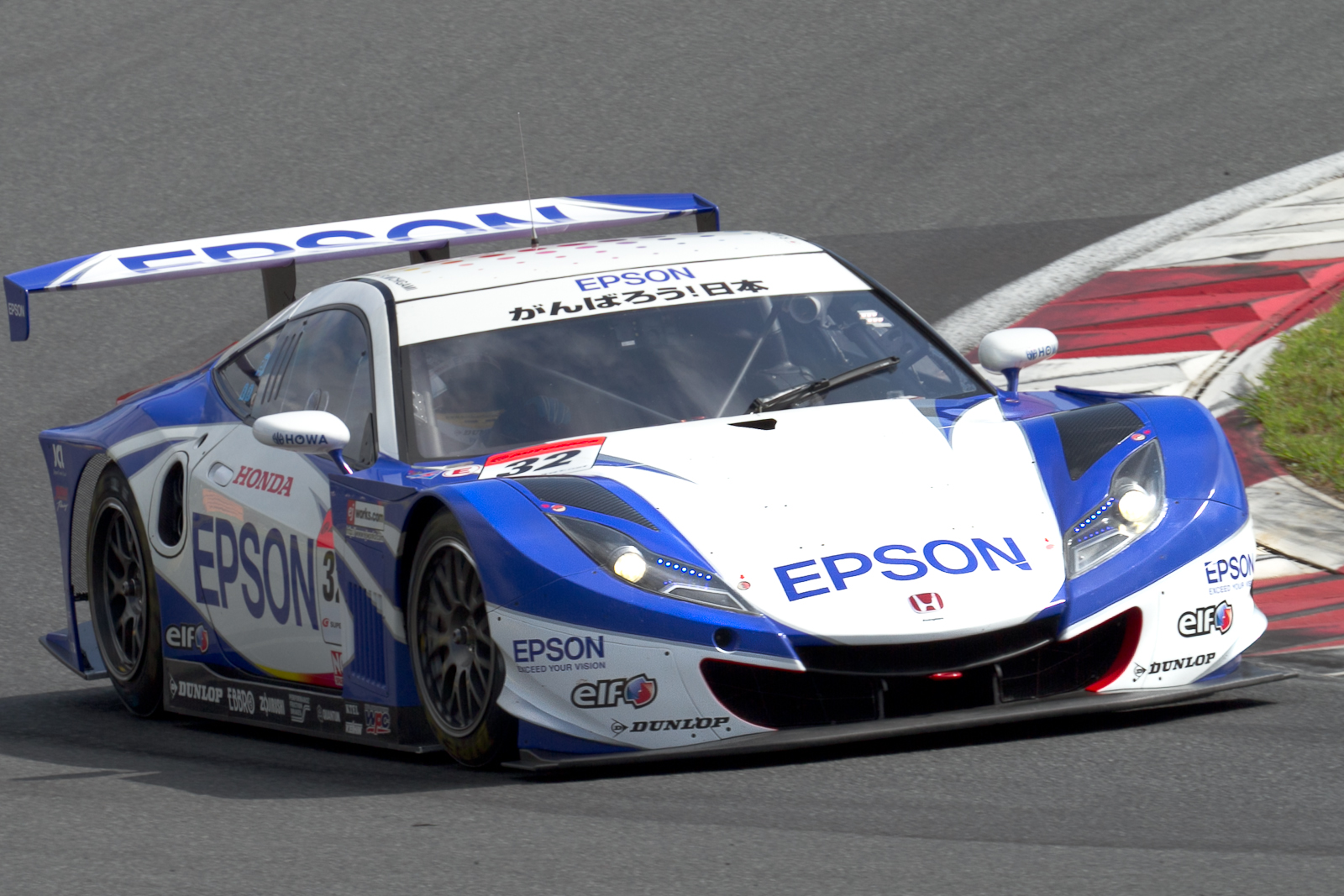
EPSON HSV-010
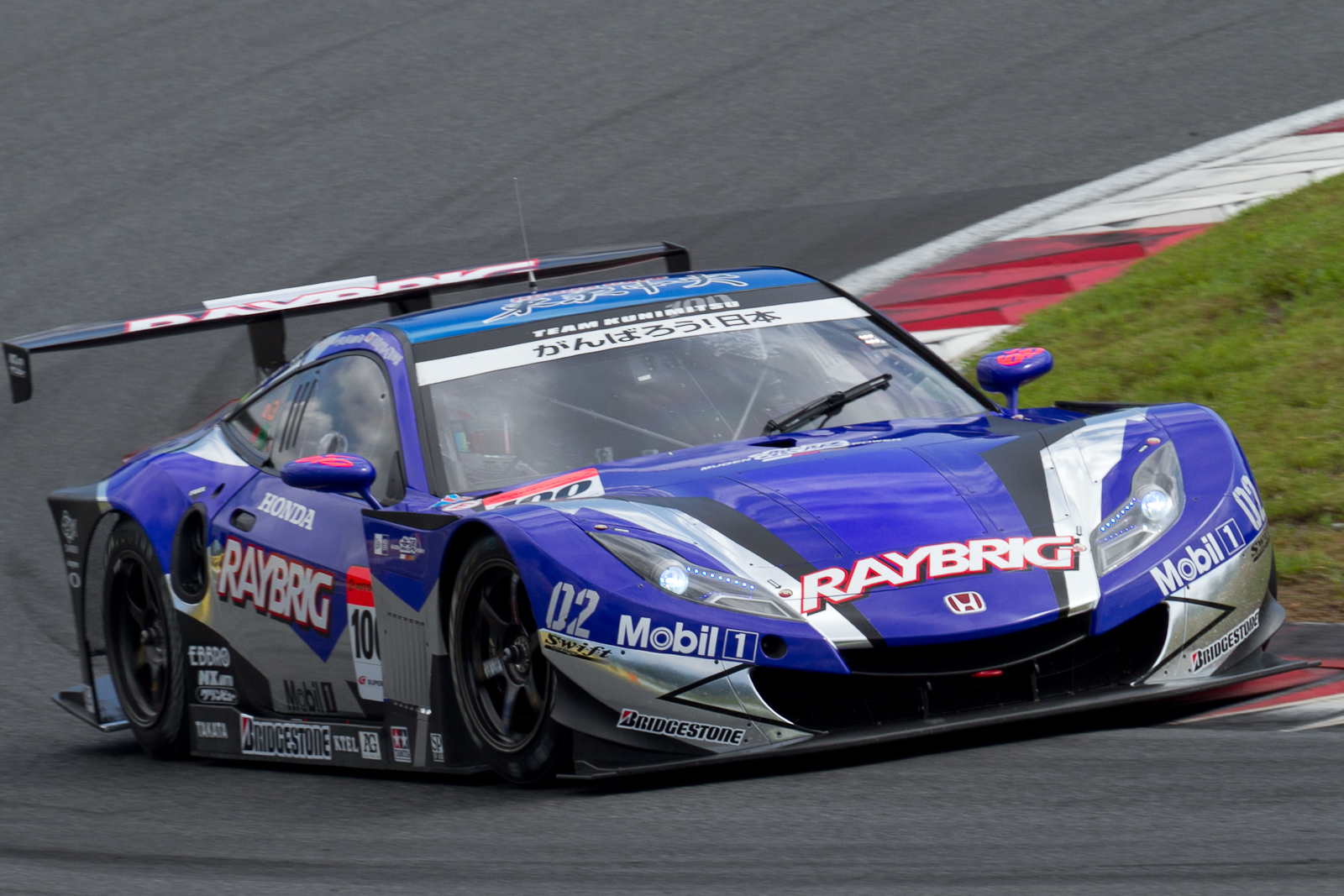
RAYBRIG HSV-010